# Ouragan John
Pour les articles homonymes, voir Cyclone tropical John.
L’ouragan John est un cyclone tropical puissant et dévastateur qui a provoqué des inondations meurtrières et des précipitations record dans le sud du Mexique pendant plusieurs jours en septembre 2024. Onzième tempête nommée, quatrième ouragan et deuxième ouragan majeur de la saison du Pacifique nord-est en 2024.
Le 2 avril 2025, le Comité des ouragans de l'Organisation météorologique mondiale (OMM) a retiré le nom John des listes utilisées pour baptiser les cyclones tropicaux du bassin pacifique en raison du très lourd bilan humain et matériel de cet ouragan. Il sera remplacé par Jake dans la liste de 2030.

## Évolution météorologique
John est né d'une zone dépressionnaire au large du sud du Mexique qui s'est transformée en dépression tropicale Ten-E dans l'après-midi du 22 septembre, se renforçant en tempête tropicale nommée John le lendemain matin. À la suite d'une intensification rapide, le système est passé d'une tempête tropicale modérée à un ouragan de catégorie 3 le 24 septembre. C'est à cette intensité que John a touché terre à Marquelia, État de Guerrero  plus tard dans la journée. Une fois à l'intérieur des terres, il s'est rapidement affaibli, se dissipant au-dessus du Mexique plus tard dans la journée.
Cependant, les vestiges de John à moyenne altitude sont revenus au-dessus de l'océan, où des conditions favorables ont permis de le reformer. Le 27 septembre, après être redevenu brièvement un ouragan de faible intensité, il a touché terre pour la deuxième fois comme une tempête tropicale, cette fois près de Tizupan, dans l'État de Michoacán. Quelques heures plus tard, elle s'est dissipée une dernière fois au-dessus des montagnes côtières.

## Conséquences
John a provoqué des vents violents, des inondations dévastatrices et de nombreuses coulées de boue sur une grande partie de la côte sud-ouest du Mexique. Au total, de 950 à 1 442 mm de pluie sont tombés sur certaines parties du Guerrero et des précipitations tout aussi extrêmes ont touché les États voisins dont ceux d'Oaxaca et du Michoacán,. La quantité de pluie tombée a été considérée comme historique, apportant 214 % d’eau de plus que l’ouragan Pauline, qui a dévasté le sud du Mexique en 1997. Les rivières ont débordé, provoquant des inondations et des glissements de terrain dans plusieurs municipalités de Guerrero. À Acapulco, au moins 19 quartiers ont été submergés, laissant plus de 2 000 personnes sans abri et 2 000 maisons inondées. 
Plus de 98 000 personnes ont été privées d'électricité dans l'État d'Oaxaca alors que 18 000 soldats et employés du gouvernement ont été déployés pour aider aux opérations d'intervention d'urgence. La World Central Kitchen a distribué plus de 878 000 repas aux personnes touchées par l'ouragan.
Au moins 29 décès ont été signalés et les dégâts causés par la tempête dans le sud du Mexique sont estimés à 2,45 milliards de dollars.